# Saint-Germain-sur-Sèves
Saint-Germain-sur-Sèves és un municipi francès situat al departament de la Manche i a la regió de Normandia. L'any 2007 tenia 196 habitants.

## Demografia

### Població
El 2007 la població de fet de Saint-Germain-sur-Sèves era de 196 persones. Hi havia 80 famílies de les quals 28 eren unipersonals (16 homes vivint sols i 12 dones vivint soles), 16 parelles sense fills, 32 parelles amb fills i 4 famílies monoparentals amb fills.
La població ha evolucionat segons el següent gràfic:
Habitants censats

### Habitatges
El 2007 hi havia 98 habitatges, 80 eren l'habitatge principal de la família, 14 eren segones residències i 4 estaven desocupats. Tots els 97 habitatges eren cases. Dels 80 habitatges principals, 63 estaven ocupats pels seus propietaris i 17 estaven llogats i ocupats pels llogaters; 1 tenia una cambra, 3 en tenien dues, 8 en tenien tres, 18 en tenien quatre i 50 en tenien cinc o més. 57 habitatges disposaven pel capbaix d'una plaça de pàrquing. A 29 habitatges hi havia un automòbil i a 40 n'hi havia dos o més.

### Piràmide de població
La piràmide de població per edats i sexe el 2009 era:
| Homes | Edats   | Dones |
| ----- | ------- | ----- |
| 0     | 95 o +  | 0     |
| 0     | 90 a 94 | 0     |
| 4     | 85 a 89 | 0     |
| 0     | 80 a 84 | 8     |
| 8     | 75 a 79 | 4     |
| 8     | 70 a 74 | 12    |
| 0     | 65 a 69 | 4     |
| 8     | 60 a 64 | 0     |
| 0     | 55 a 59 | 4     |
| 4     | 50 a 54 | 8     |
| 12    | 45 a 49 | 0     |
| 4     | 40 a 44 | 8     |
| 12    | 35 a 39 | 12    |
| 4     | 30 a 34 | 0     |
| 12    | 25 a 29 | 16    |
| 0     | 20 a 24 | 4     |
| 4     | 15 a 19 | 8     |
| 12    | 10 a 14 | 20    |
| 4     | 5 a 9   | 4     |
| 0     | 0 a 4   | 0     |

## Economia
El 2007 la població en edat de treballar era de 127 persones, 99 eren actives i 28 eren inactives. De les 99 persones actives 94 estaven ocupades (60 homes i 34 dones) i 5 estaven aturades (5 dones i 5 dones). De les 28 persones inactives 7 estaven jubilades, 8 estaven estudiant i 13 estaven classificades com a «altres inactius».

### Ingressos
El 2009 a Saint-Germain-sur-Sèves hi havia 70 unitats fiscals que integraven 178,5 persones, la mediana anual d'ingressos fiscals per persona era de 14.564 €.

### Activitats econòmiques
Dels 3 establiments que hi havia el 2007, 1 era d'una empresa de comerç i reparació d'automòbils i 2 d'empreses immobiliàries.
L'únic servei als particulars que hi havia el 2009 era una agència immobiliària.
L'any 2000 a Saint-Germain-sur-Sèves hi havia 14 explotacions agrícoles.

## Poblacions més properes
El següent diagrama mostra les poblacions més properes.